# TrueOS
Dintre sistemele de operare software folosite de către PC-uri se delimitează din ce în ce mai clar cele „open source” ori „free”, ce sunt scrise de o comunitate de programatori ce colaborează prin intermediul internetului. Ca o variație la multitudinea de versiuni Linux, a apărut un nou sistem de operare dezvoltat din mai vechiul FreeBSD.
PC-BSD este „free operating system” - un sistem de operare gratuit care posedă toate capacitățile unui sistem de operare modern.
Face parte din familia sistemelor de operare UNIX.
PC-BSD are un avantaj major fața de Linux și anume, capacitatea de a rula atât aplicațiile UNIX cât și cele Linux. Interesant este că PC-BSD rulează în mod nativ aplicațiile Linux de multe ori mai rapid decât o face Linuxul.
PC-BSD este de fapt un FreeBSD “tunat” pentru utilizatorul de rând.
În PC-BSD pâna la versiune 8.2 instalarea unei aplicații este identică cu cea din Windows (click, next, ok) Executabilele de instalare se numesc .pbi în loc de .exe. În PC-BSD instalarea sistemului este mai ușoară decât cea din Windows.